# Sulejman Mema
Sulejman Haxhi Mema (ur. 17 listopada 1955 w Tiranie) – albański piłkarz i trener piłkarski, w 1983 roku reprezentant Albanii, w 2019 roku selekcjoner albańskiej reprezentacji.